# Sigrid Borge
Sigrid Borge (* 3. Dezember 1995 in Hausvik) ist eine norwegische Leichtathletin, die sich auf den Speerwurf spezialisiert hat.

## Sportliche Laufbahn
Erstmals international in Erscheinung trat Sigrid Borge bei den Junioreneuropameisterschaften 2013 in Rieti, bei denen sie mit 44,92 m in der Qualifikation ausschied. Im Jahr darauf qualifizierte sie sich für die Juniorenweltmeisterschaften in Eugene, bei denen sie mit 49,42 m aber ebenfalls nicht in das Finale gelangte. 2015 wurde sie bei den U23-Europameisterschaften in Tallinn mit 55,72 m Fünfte. Zudem vertrat sie ihr Land bei den Team-Europameisterschaft, konnte dort aber nur einen Punkt für Norwegen gewinnen. 2016 nahm sie erstmals an den Europameisterschaften in Amsterdam teil und schied dort mit 56,30 m in der Qualifikation aus. 2017 nahm sie erneut an den U23-Europameisterschaften im polnischen Bydgoszcz teil und belegte dort mit 60,44 m den fünften Platz. Sie qualifizierte sich auch für die Weltmeisterschaften in London, bei denen sie mit 55,08 m in der Qualifikation ausschied. Im Jahr darauf wurde sie bei den Europameisterschaften in Berlin mit 59,60 m im Finale Achte. 
Nach mehreren wenig erfolgreichen Jahren steigerte sich Borge 2023 auf 66,50 m und wurde im Juni bei der 1. Liga der Team-Europameisterschaft im Zuge der Europaspiele in Chorzów mit 54,81 m Neunte. Im August schied sie dann bei den Weltmeisterschaften in Budapest mit 53,34 m in der Qualifikationsrunde aus. Im Jahr darauf verpasste sie bei den Europameisterschaften in Rom mit 56,44 m den Finaleinzug.
In den Jahren von 2016 bis 2018 sowie 2023 wurde Borge Norwegische Meisterin im Speerwurf.